# Popowia filipes
Popowia filipes là một loài thực vật thuộc họ Annonaceae. Đây là loài bản địa New Guinea.